# René Borjas
René Borjas Roses (Minas, Lavalleja, Uruguay, 23 de diciembre de 1897-19 de diciembre de 1931) fue un futbolista uruguayo. Jugaba de delantero. Fue campeón olímpico en los Juegos Olímpicos de Ámsterdam 1928 con Uruguay.

## Trayectoria
Se destacó en el fútbol, enrolándose en el equipo de Uruguay Onward (camiseta blanca con franja horizontal marrón), institución que a comienzos de los años veinte militaba en la máxima divisional de fútbol uruguayo. A comienzos de 1923 pasó al Atlético Wanderers de la Federación Uruguaya de Football. El fútbol uruguayo se había dividido en un cisma habiendo dos organismos rectores, la Asociación y la Federación, inclusive hubo instituciones que se dividieron participando en ambos torneos. Es el caso de Wanderers, Montevideo Wanderers permaneció en la AUF y Atlético Wanderers compitió en la FUF. 
En 1923 obtuvo el campeonato uruguayo de la asociación disidente, arrebatándole a Peñarol el título en la última jornada en el Estadio Pocitos ante más de veinte mil personas. René Borjas anotó el 2:1 de la final. Al salir campeón, se clasificó para enfrentarse a San Lorenzo de Almagro, entonces campeón de la Federación del fútbol argentino, en la Copa del Río de la Plata.
En 1925 participó en la gira europea del Club Nacional de Football, en la que anotó 17 goles en 14 partidos, siendo el tercer goleador del conjunto uruguayo.
Una vez unificado el fútbol uruguayo, concurre con la selección de Uruguay al Campeonato Sudamericano en Chile a comienzos de 1926. Convirtió goles contra el local y contra Argentina, donde los celestes triunfaron 2:0 y se aseguraron el título. Mientras tanto en el ámbito local, Wanderers obtiene el segundo puesto del Torneo del Consejo Provisorio, perdiendo el título con Peñarol a falta de una fecha.
Fue el más votado en una encuesta que la revista "Mundo Uruguayo" propuso para que el público se pronunciara sobre quién prefería que fuera el delantero titular en los Juegos Olímpicos de 1928 con 52 134 votos contra 47 037 de Pedro Cea y 46 931 de Pedro Petrone, ambos de Nacional.
En Ámsterdam realizó las dos asistencias en los goles contra Holanda y en la final contra Argentina, que Uruguay ganó por 2:1. La segunda asistencia en la final es especialmente recordada por la frase "Tuya, Héctor", que le dijo Borjas a Héctor Scarone cuando le dio el pase de gol.
En 1931 se coronó campeón con Wanderers del último campeonato uruguayo de la era amateur. Fue convocado una vez más a integrar la selección uruguaya en dos amistosos contra equipos húngaros anotando dos goles. A falta de una fecha para culminar el torneo, el 19 de diciembre de 1931, Wanderers se enfrentaba de visitante a Defensor. Bajo prohibición médica, Borjas aguardaba en su domicilio el partido, hasta que faltando dos horas para el comienzo del mismo, escapó de su casa y se fue al Estadio Luis Franzini (difícil; el estadio Luis Franzini no existía todavía) a mirar el partido. Falleció de un ataque al corazón luego de festejar una jugada de riesgo que creyó gol en primera instancia. Fue enterrado en el Cementerio Central de Montevideo. A un año de su fallecimiento, la comuna capitalina le realizó un homenaje colocando una plaqueta en la tribuna del Estadio.

## Selección nacional
Ha sido internacional con la Selección de fútbol de Uruguay. Debutó con la selección disidente de la FUF en 1923, con la que jugó cinco partidos hasta 1925. Luego de la reunificación con la AUF, debutó el 17 de octubre en la Copa América de 1926, en la que se coronó campeón. En el 1927, solamente juega un amistoso y no es convocado a la Copa América 1927. Vuelve a la selección en el debut en los Juegos Olímpicos de Ámsterdam en 1928, en los que se llevaría la medalla de oro. La final de los Juegos Olímpicos fue su último partido oficial con el seleccionado uruguayo. Luego disputó dos amistosos ante clubes húngaros en 1931.

### Participaciones en Juegos Olímpicos
| Copa                     | Sede      | Resultado | Partidos | Goles |
| ------------------------ | --------- | --------- | -------- | ----- |
| Juegos Olímpicos de 1928 | Ámsterdam | Campeón   | 2        | 0     |

### Participaciones en Copa América
| Copa              | Sede  | Resultado | Partidos | Goles |
| ----------------- | ----- | --------- | -------- | ----- |
| Copa América 1926 | Chile | Campeón   | 2        | 2     |

## Estadísticas

### Clubes
| Club                 | País    | Año       |
| -------------------- | ------- | --------- |
| Uruguay Onward       | Uruguay | 1920-1922 |
| Atlético Wanderers   | Uruguay | 1923-1925 |
| Nacional             | Uruguay | 1925      |
| Montevideo Wanderers | Uruguay | 1926-1931 |

## Palmarés

### Campeonatos nacionales
| Título                     | Club               | País    | Año  |
| -------------------------- | ------------------ | ------- | ---- |
| Campeonato Uruguayo de FUF | Atlético Wanderers | Uruguay | 1923 |
| Campeonato Uruguayo        | Wanderers          | Uruguay | 1931 |

### Copas internacionales
| Título                      | Club               | Año  |
| --------------------------- | ------------------ | ---- |
| Copa América                | Selección uruguaya | 1926 |
| Oro en los Juegos Olímpicos | Selección uruguaya | 1928 |